# 土岐榮
土岐 榮（どき さかえ、1924年11月10日 - 2016年2月1日）は、栃木県宇都宮市出身のソフトボール指導者。

## 経歴
文星芸術大学附属中学校・高等学校、東京体育専門学校卒業。宇都宮須賀高等学校、宇都宮女子商業高等学校において女子ソフトボール部監督を56年間務める。全日本高校女子ソフトボール選手権大会（インターハイ）優勝7回、国民体育大会ソフトボール競技優勝7回。1998年の第9回世界女子選手権大会（シドニーオリンピック予選）準優勝時の日本代表団長（監督が宇津木妙子）。1996年から2001年まで日本ソフトボール協会副会長。東京体育専門学校卒業。1996年4月から2003年3月まで宇都宮文星短期大学助教授。2004年から日本ソフトボール協会顧問。

## 略歴
- 1945年8月　前橋予備士官学校を終戦により除隊
- 1947年3月　大谷武一からソフトボールの指導を受ける
- 1948年3月　東京体育専門学校卒業
- 1948年4月　宇都宮須賀高等学校教諭、女子ソフトボール部監督就任
- 1955年4月　宇都宮女子商業高等学校教諭
- 1996年4月　宇都宮文星短期大学助教授（兼務）
- 2003年3月　宇都宮文星短期大学退職、女子ソフトボール部監督退任
- 2016年2月　老衰のため死去、91歳[1]。

## トピックス
- 1970年　現在の『ソフトボール・マガジン』誌の前身にあたる情報誌『月刊ソフトボール・マガジン』を3,000万円の私財を投じて創刊した。
- 1972年　購読者不足による運営難のために同誌廃刊。
- 1983年　ソフトボール競技におけるタイブレーク制を考案し、日本ソフトボール協会に提起、採択された。
- 2004年　脳梗塞を発症。リハビリ(栃木県宇都宮市飯田病院）の傍ら2006年10月までの3年弱の期間をかけて自身のソフトボール競技への取り組みを『挑戦の軌跡』として記す。

## 著作
- 『挑戦の軌跡』2007年